# Ingénierie système basée sur les modèles
L'ISBM est une approche technique de l'ingénierie des systèmes qui se concentre sur la création et l'exploitation de modèles de domaine comme principal moyen d'échange d'informations, plutôt que sur l'échange d'informations basé sur des documents.
L'INCOSE (International Council on Systems Engineering) la définit comme l' application formalisée de la modélisation pour prendre en charge les exigences du système, la conception, l'analyse, la vérification et les activités de validation commençant dans la phase de conception conceptuelle et se poursuivant tout au long du développement et les phases ultérieures du cycle de vie,.

## Applications techniques
Les approches techniques de l'ISBM sont couramment appliquées à un large éventail d'industries avec des systèmes complexes, tels que l'aérospatiale, la défense, le ferroviaire, l'automobile, la fabrication, etc.